# Mimosa cafesiana
Mimosa cafesiana là một loài thực vật có hoa trong họ Đậu. Loài này được Rojas miêu tả khoa học đầu tiên.